# Rokitnica-Wieś
Rokitnica-Wieś – wieś w Polsce położona w województwie kujawsko-pomorskim, w powiecie brodnickim, w gminie Świedziebnia.

## Podział administracyjny
W latach 1975–1998 miejscowość administracyjnie należała do województwa toruńskiego.

## Demografia
Według Narodowego Spisu Powszechnego (III 2011 r.) liczyła 221 mieszkańców. Jest dziewiątą co do wielkości miejscowością gminy Świedziebnia.

## Urodzeni w Rokitnicy
- Andrzej Niemojewski – polski poeta, pisarz i publicysta okresu Młodej Polski, religioznawca oraz społecznik.